# Astolfo (nome)
Astolfo  è un nome proprio di persona italiano maschile.

## Varianti
- Maschili: Astulfo, Aistolfo
  - Ipocoristici: Stolfo

### Varianti in altre lingue
- Germanico: Haistulf[2], Haistuplh[2], Haistolf[2], Heistulf[2], Heistolf[2], Aistulf[2], Aistolf[2]
- Latino: Astulphus[1]

## Origine e diffusione
Deriva dal nome germanico Haistulf. Haistulf è un composto di haist (di significato incerto, forse "furioso", "violento") o di ast ("asta", "lancia") e vulf ("lupo").
Alla stessa etimologia risale il cognome Astolfi.

## Onomastico
L'onomastico si può festeggiare il 5 gennaio in memoria di sant'Astolfo, monaco e vescovo di Magonza, oppure il 28 luglio in ricordo del beato Astolfo Lobo, vescovo di Tournai e teologo.

## Persone
- Astolfo, re dei Longobardi e re d'Italia
- Astolfo Benini, calciatore italiano
- Astolfo Petrazzi, pittore italiano

## Il nome nelle arti
- Astolfo è un personaggio dei poemi cavallereschi Orlando innamorato e Orlando furioso, rispettivamente scritti da Matteo Maria Boiardo e da Ludovico Ariosto. Famosa è la scena dell'Orlando furioso in cui Astolfo recupera il senno di Orlando sulla Luna.

- Astolfo è un personaggio dell'anime Fate/Apocrypha e compare anche nel videogioco Fate/Grand Order.